# بيجلز
جيمس بيجلز وورث المقلب بـ «بيجلز»، هو طيار خيالي ومغامر وبطل سلسلة كتب مغامرات بيجلز.
كتبها «دبليو أي جونز» (1893-1968) للقراء الشباب، ظهر بيجلز لأول مرة في قصة «ذا وايت فوكر» التي نشرت في العدد الأول من مجلة «ببيولار فلاينك» ومرة أخرى جزءً من المجموعة الأولى من قصص «ذا كامل آر كومينك» و«بيجلز»، كلاهما صدرا في عام 1932.
استمر جونز في كتابة كتب «بيجلز» حتى وفاته عام 1968، تضمنت السلسلة في النهاية ما يقارب مئة جزء من روايات ومجموعات قصصية معظمها تتعلق بالبيئة المشتركة والوقت.

## ملخص
ظهر بيجلز لأول مرة طيارًا استكشافيًا (مقاتل) في الفيلق الجوي الملكي خلال الحرب العالمية الأولى، انضم بيجلز إلى الفيلق في عام 1916 عندما كان يبلغ من العمر17  عاماً بعد أن فقد شهادة ميلاده، يعد بيجلز بطلاً بريطانيًا بشكل خاص، يجمع بين الاحتراف والشيم المهذبة.
تطور تحت ضغط القتال من شاب هستيري قليلاً عرضة للنكات العملية إلى قائد هادئ وواثق وكفء، كُلّف أحيانًا بمهام خاصة وسرية من قبل شخصية غامضة للعقيد (في البداية الرائد
) ريموند «قائد الجناح» العميد الجوي في كتب لاحقة، ما يعكس إنشاء سلاح الجو الملكي برتب خاصة به، والذي يشارك بالفعل بالجانب الاستخباراتي للعمليات.
يرافق بيجلز ابن عمه «ألغيرنون» لاسي والميكانيكي رقيب الرحلة سميث الذي يرافق بيجلز في مغامراته بعد الحرب، وأضيف إلى الفريق عام 1935 الشاب «جينجر هبليثويت».

## بيجلز ومنشؤه
كان دبليو إي جونز نفسه طيارًا في الحرب العالمية الأولى، على الرغم من أن حياته المهنية لم تكن موازية لمسيرته بشكل خاص.
كانت الخدمة الحربية الأولية للمؤلف بمثابة جندي مشاة يقاتل في جاليبولي وعلى الجبهة المقدونية كُلِف كملازم ثان في سبتمبر 1917، وأُرسل مرة أخرى إلى إنجلترا للتدريب على الطيران: عمل جونز كمدرب طيران في إنجلترا حتى أغسطس 1918، عندما انتقل إلى الجبهة الغربية في 16 سبتمبر 1918، سقطت سيارته في غارة من القنابل، وقُتل الملازم آمي، في اثنتين من القصص، قُتل أو أصيب مراقبون طائرون مع بيجلز بجروح بالغة لكن جونز نجا ليؤسر في الحرب، ظل جونز مع سلاح الجو الملكي البريطاني حتى عام 1927، أخيرًا بصفته موظفًا إداريًا لا طيارًا، كانت رتبته الأخيرة الضابط الطائر ما يعادل ملازما بدلاً من «النقيب» التي شكلت جزءًا من اسمه المستعار.
بينما كان الغرض من قصصه هو الترفيه عن الأولاد المراهقين، في قصص الحرب العالمية الأولى، اهتم جونز بالتفاصيل التاريخية وساعد في إعادة إنشاء الأيام البدائية للقتال الجوي المبكر عندما كان الطيارون يموتون غالبًا في قتالهم الأول وقبل أن تصبح أجهزة مثل إمداد الطيار بالأكسجين والمظلات عملية. اقترح نماذج مختلفة يمكن أن تستند إليها شخصية بيجلز بما في ذلك لاعب الرجبي وطيار الحرب العالمية الأولى سيريل لوي والطيار المقاتل ألبرت بول وسلاح الجو آرثر بيجسورث. صرح جونز بأن الشخصية كانت مركبة من العديد من الأفراد بما في ذلك نفسه.
عُيّن الجزء الأكبر من كتب بيجلز بعد الحرب العالمية الأولى، وبعد انتهاء مسيرة جونز في الطيران، يتمتع بيجلز بمهنة طويلة بشكل غير عادي حيث يقود عددًا من الطائرات التي تمثل تاريخ الطيران العسكري البريطاني، تكون الدقة الجغرافية والتاريخية أقل وضوحًا والتفاصيل القاتمة للقصص الأولى تخضع للإشراف لقراء أصغر سنًا بشكل متزايد وكانت الكتب ناجحة وترجمت إلى التشيكية والدانماركية والهولندية والفنلندية والفلمنكية والألمانية والهنغارية والأيسلندية والإيطالية والنرويجية والبرتغالية والإسبانية والسويدية.